# Raión alemán de Selz
El raión alemán de Selz (en alemán: Deutscher Kreis Selz; en ucraniano: Зельцький німецький район) fue un distrito nacional situado en la RSS de Ucrania, una de las repúblicas de la URSS, con capital en Selz.

## Geografía
El raión contenía los municipios de Ambrosieve, Baden, Vijodianska, Selz, Kandel, Mannheim, Odradove, Sekretarivka, Estrasburgo, Eksarivska y Elsass.

## Historia
El distrito se formó el 7 de marzo de 1923 como parte del ókrug de Odesa con el nombre de raión de Mannheim (en alemán: Deutscher Kreis Mannheim; en ucraniano: Мангеймський район), a partir de los vólost de Mannheim, Selz y Kurtivka. 
En 1926 pasó a llamarse raión alemán de Friedrich Engels (en alemán: Deutscher Kreis Friedrich-Engels; en ucraniano: Фрідріх-Енгельсовський район). En ese momento, incluía a Ambrosievsky (Oktyabrsky), Badensky, Vygodyansky, Seltsky, Kandelsky, Mannheim, Otradovsky, Sekretarsky, Estrasburgo, Eksarevsky y Alsace s/s. En 1930, debido a la liquidación del ókrug de Odesa, el área quedó bajo subordinación directa a la República Socialista Soviética de Ucrania. En 1931 pasó a llamarse raión alemán de Selz y desde 1932 formó parte del óblast de Odesa. El 1 de diciembre de 1933, el raión alemán de Selz constaba de 8 consejos de aldea, la población era de 15.436 personas y la superficie era de 403,8 km². Para mejorar la estructura administrativo-territorial de los distritos de la región y acercar el consejo de aldea y las granjas colectivas al centro del distrito, en 1935 el consejo de aldea de Oktyabrsky fue transferido al raión de Rozdilna.
El 1 de octubre de 1938, el raión constaba de 7 consejos de aldea, la superficie era de 0,4 mil km². El raión alemán fue abolido por decreto de la República Socialista Soviética de Ucrania el 26 de marzo de 1939. Al mismo tiempo, los pueblos de Baden, Selz, Kandel, Estrasburgo y Elsass fueron transferidos al raión de Rozdilna, y el resto, al raión de Biliaivka.

## Demografía
En el raión había 12 asentamientos y en 1926, el raión tenía una población de 20.875 habitantes. 